# Шлейф (охранно-пожарная сигнализация)

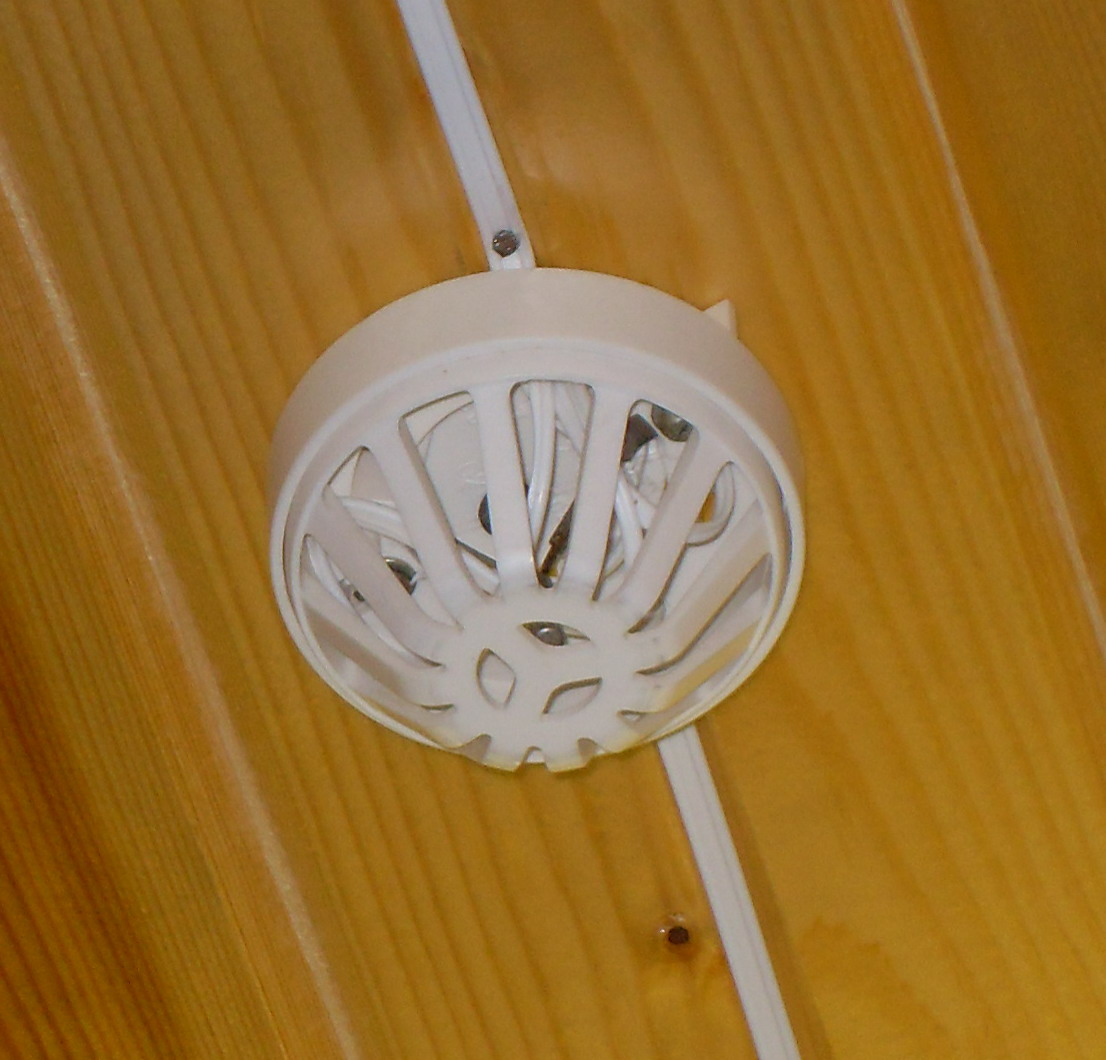
Точечный тепловой извещатель и шлейф пожарной сигнализации

Шлейф (охранно-пожарная сигнализация) — наименование линии связи, применяемое в пожарной и охранной сигнализации. Физически шлейф может быть выполнен электрическими кабелями и проводами, оптико-волоконной линией, по радиоканалу и т. д. Две основные функции шлейфа: приём (передача) информации от пожарных извещателей и подача питания на извещатели.

## Устройство
Шлейф должен обеспечивать совместимость между извещателями и приемно-контрольными приборами или иными устройствами, принимающими сигнал с извещателей.:п. 1.1.9
Охранные и пожарные шлейфы имеют различные алгоритмы работы. Для охранного шлейфа состояние «неисправность» не предусматривается — при обрыве, коротком замыкании, кратковременном или незначительном по величине изменении сопротивления шлейфа формируется сигнал «Тревога». Это вполне оправдано из-за высокой вероятности умышленного повреждения шлейфа с целью отключения охранных извещателей.
Для сигнализации (за исключением местной сигнализации) необходимо использование линий или каналов связи. Сигнализация может производиться несколькими основными методами:
- дистанционная сигнализация — преобразование измеряемого параметра в другую, более удобную для передачи на расстояние физическую форму, при этом между значениями параметров различной физической формы при этом методе существует вполне определенная функциональная зависимость (безадресные извещатели);[4]:8 если извещатель передает несколько значений импульсного признака, то даже при отсутствии преобразования сигнала в код система относится к телесигнализации;[5]:72
- телесигнализация — в кодирующем устройстве сигналы, поступающие от чувствительного элемента, преобразуются в кодированные, наиболее удобные для передачи на расстояние по каналу связи (адресные извещатели).[4]:10

Совокупность шлейфов сигнализации, соединительных линий для передачи по каналам связи или отдельным линиям на прибор приемно-контрольных извещений, устройств для соединения и разветвления кабелей и проводов, подземной канализации, труб и арматуры для прокладки кабелей и проводов входит в линейную часть системы сигнализации.

## Дистанционная сигнализация
Автоматические установки пожаротушения (за исключением автономных) должны выполнять функцию пожарной сигнализации.:п. 4.2 Для автоматического и дистанционного включения установок пожаротушения могут использоваться трубопроводы, заполненный водой, водным раствором, сжатым воздухом или трос с тепловыми замками.:п. 3.64

### Механические
Первые установки пожарной сигнализации использовали механические шлейфы. Они представляло собой груз, подвешенный на веревке, которая сгорала при пожаре. При этом груз падал и за счет энергии его падения приводился в действие тревожный звонок. Такое устройство было запатентовано в середине XIX века в Англии. В дальнейшем конструкция получила развитие в США в патенте 1886 года. Конструкция использовала несколько шлейфов.
До появления широкодоступного электронного оборудования в качестве побудительных устройств продолжались широко использоваться тросовые устройства. Тросы состояли из нескольких звеньев, звенья троса соединялись легкоплавкими замками. Вместо легкоплавких замков возможно было включать устройства ручного пуска. Концы каждой ветви тросовой системы прикреплялись к рычагу побудительного клапана системы пожаротушения и приспособлению натяжения троса.

## Проводные (телесигнализация)
Шлейфы пожарной сигнализации, как правило, выполняются проводами связи, если технической документацией на приборы приемно-контрольные пожарные не предусмотрено применение специальных типов проводов или кабелей. Для шлейфов пожарной сигнализации возможно использовать только кабели с медными жилами, диаметром не менее 0,5 мм. Необходим автоматический контроль целостности шлейфа по всей длине.
При параллельной открытой прокладке расстояние от шлейфов пожарной сигнализации с напряжением до 60 В до силовых и осветительных кабелей должно быть не менее 0,5 м. Возможна прокладка шлейфов на расстоянии менее 0,5 м от силовых и осветительных кабелей при условии их экранирования от электромагнитных наводок.
В помещениях, где электромагнитные поля и наводки имеют высокий уровень, шлейфы пожарной сигнализации должны быть защищены от наводок.
В конце шлейфа рекомендуется предусматривать устройство, обеспечивающее визуальный контроль его включенного состояния, а также распределительная коробка для оценки состояния системы пожарной сигнализации, которые необходимо устанавливать на доступном месте и высоте. В качестве такого устройства может быть использован ручной извещатель или устройство контроля шлейфов.
По структуре шлейфы делятся на:
- радиальные;
- кольцевые;
- древовидные;
- комбинированные[9].

### Безадресные
Многопроводные системы телесигнализации являются улучшенными системами дистанционной сигнализации. Для сокращения числа шлейфов применяется несколько (два…четыре) значений импульсного признака на один шлейф. Наиболее употребительные импульсные признаки — полярность и величина.:72
В СССР и России с 1984 по 1997 годы нормировались только безадресные шлейфы. Сигналы формировались дискретным изменением сопротивления электрической цепи, при условии что энергия поступает со стороны приемно-контрольного прибора. Сопротивление должно было иметь следующее значение:
- "обрыв" —  более 20 кОм;
- "короткое замыкание" — менее 1,5 кОм;
- "норма", "взятие", "снятие", "проникновение", "пожар", "неисправность" и др. — 1,5…20 кОм.[2]:пп. 2.3.2, 2.3.6

#### Знакопостоянные

Схема знакопостоянного шлейфа

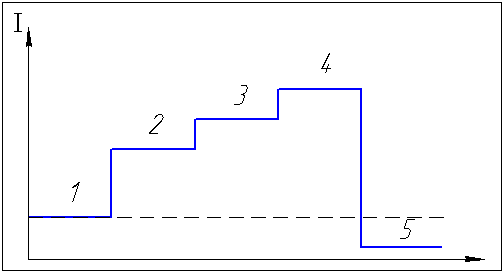
Развёртка во времени режимов работы знакопостоянного шлейфа. 1-дежурный режим, 2-внимание, 3-пожар, 4 -короткое замыкание, 5-обрыв

Целостность знакопостоянного шлейфа контролируется, используя оконечное устройство — резистор, устанавливаемый в конце шлейфа. Чем больше номинал оконечного резистора, тем меньше ток потребления в дежурном режиме, соответственно, меньше ёмкость источника резервного питания и ниже его стоимость. Состояние шлейфа прибора приемно-контрольного определяет по его току потребления или, что то же самое, по напряжению на резисторе, через который питается шлейф. При включении в шлейф дымовых извещателей ток шлейфа увеличится на величину их суммарного тока в дежурном режиме. Причем его величина для выявления обрыва шлейфа должна быть меньше тока в дежурном режиме не нагруженного шлейфа.
Передача нескольких дискретных сигналов в аналоговый сигнал шлейфа происходит с помощью цифро-аналогового преобразования взвешивающего типа.

#### Знакопеременные

Схема знакопеременного шлейфа

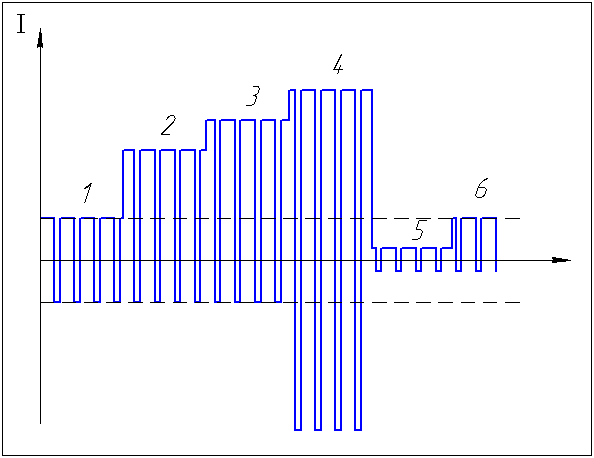
Развёртка во времени режимов работы знакопеременного шлейфа: 1-дежурный режим, 2-внимание, 3-пожар, 4 -короткое замыкание, 5-обрыв, 6-неисправность

Метод контроля шлейфа сигнализации с питанием шлейфа знакопеременным импульсным напряжением обеспечивает повышение нагрузочной способности шлейфа для питания токопотребляющих извещателей. В качестве выносных элементов шлейфов сигнализации используют последовательно соединенные резистор и диод, в прямом цикле напряжения он включен в обратном направлении и потери на нём отсутствуют. В обратном цикле из-за его короткой длительности потери так же незначительны. Сигнал «Пожар» передается в положительной составляющей сигнала, «Неисправность» — в отрицательной. Для продолжения работы при выдаче сигнала «Неисправность» из-за снятого с базы извещателя, в базу устанавливается диод Шоттки. Таким образом сигнал «Неисправность» из-за снятого извещателя или неисправности самотестирующегося извещателя (например, линейного) не блокирует сигнал «Пожар» от ручного извещателя.
Знакопеременный шлейф позволяет использовать самотестирующиеся извещатели в пороговых шлейфах. При обнаружении неисправности извещатель производит автоматическое изъятие самого себя из шлейфа сигнализации, и это позволяет использовать его совместно с любым пультом пожарной сигнализации, так как контроль изъятия извещателя является обязательным требованием норм пожарной безопасности для всех ПКП.

#### С пульсирующим напряжением
Метод контроля с питанием шлейфа сигнализации пульсирующим напряжением основан на анализе переходных процессов в шлейфе, нагруженном на конденсатор.

### Адресные шлейфы
В адресных опросных системах пожарной сигнализации производится периодический опрос пожарных извещателей, обеспечивается контроль их работоспособности и идентификация неисправного извещателя
прибором приемно-контрольным. Использование в пожарных извещателях этого типа специализированных процессоров с многоразрядными аналого-цифровыми преобразователями, сложными алгоритмами обработки сигналов и энергонезависимой памятью обеспечивает возможность стабилизации уровня чувствительности извещателей и формирование различных сигналов при достижении нижней границы автокомпенсации при загрязнении оптопары и верхней границы при запылении дымовой камеры.
Адресные опросные системы достаточно просто защищаются от обрыва адресного шлейфа и короткого замыкания. В опросных адресных системах пожарной сигнализации может использоваться произвольный вид шлейфа: кольцевой, разветвленный, звездой, любое их сочетание и не требуется никаких оконечных элементов. В опросных адресных системах не требуется разрывать адресный шлейф при снятии извещателя, его наличие подтверждается ответами при запросе прибора приемно — контрольного не реже одного раза в 5 — 10 сек. Если прибор приемно — контрольный при очередном запросе не получает ответ от извещателя его адрес индицируется на дисплее с соответствующим сообщением. Естественно, в этом случае отпадает необходимость использования функции разрыва шлейфа и при отключении одного извещателя сохраняется работоспособность всех остальных извещателей.
Для защиты адресного шлейфа от короткого замыкания используются изолирующие базы, которые при помощи электронных ключей автоматически отключают короткозамкнутый участок адресного шлейфа.